# 鸡鹿塞
鸡鹿塞，是一座始建于西汉的瓮城军事要塞，遗址位于今内蒙古自治区巴彦淖尔市磴口县西北。

## 地理位置
鸡鹿塞遗址坐落于磴口县（巴彦高勒）西北、沙金套海苏木的巴音乌拉嘎查所在地（S211五乌线沿线）北2公里、狼山西南段哈隆格乃山口的西侧台地上，距沟底高约18至19米。此山口是穿越阴山的天然廊道，地势相对平坦宽阔，在古代是方圆数十公里内南北交通的唯一通途，战略价值高。
鸡鹿塞所处的“朔方郡”历史上水系丰沛。据考证，汉代黄河曾有南北二河，鸡鹿塞脚下的乌加河即为当时的黄河主干（北河），今黄河河道当时仅为南河。塞下曾有大泽“屠申泽”（亦称“窳浑泽”），周边地区水草丰茂，宜农宜牧，这为驻军屯垦和边塞发展提供了优越的自然条件。塞西北约20公里处有窳浑古城遗址，共同构筑了汉在阴山南麓的布防。

## 建筑规制
鸡鹿塞为一座石筑方形小城，边长约68.5米，占地面积约4700平方米。城墙全部就地取材，使用片麻岩、卵石及天然毛石夹杂砂土砌成，并以红柳、树枝等作为“拉筋”增强墙体结构稳定性。墙体上端残存厚度约3.7米，基部厚约5.3至5.5米，残高普遍为7米左右，最高处可达8米。整座石城建筑在山坡平台上，周边十公里范围内分布着十余座汉代烽燧，地势险要。
该塞的防御设施极具特色。城墙仅在南垣偏西处开设一门，门外筑有长方形小围墙，形成了一个典型的瓮城结构，是中国现存最早的瓮城实例之一。城墙四角有凸出的角台，类似后世的“马面”，增强了城角的防御能力。城内靠南墙东部和西北角砌有石磴道，可供兵士快速登上城墙。此外，考古人员在城外不远处还发现一道已坍塌的石砌短墙，推测为防止山洪冲击的防水墙。

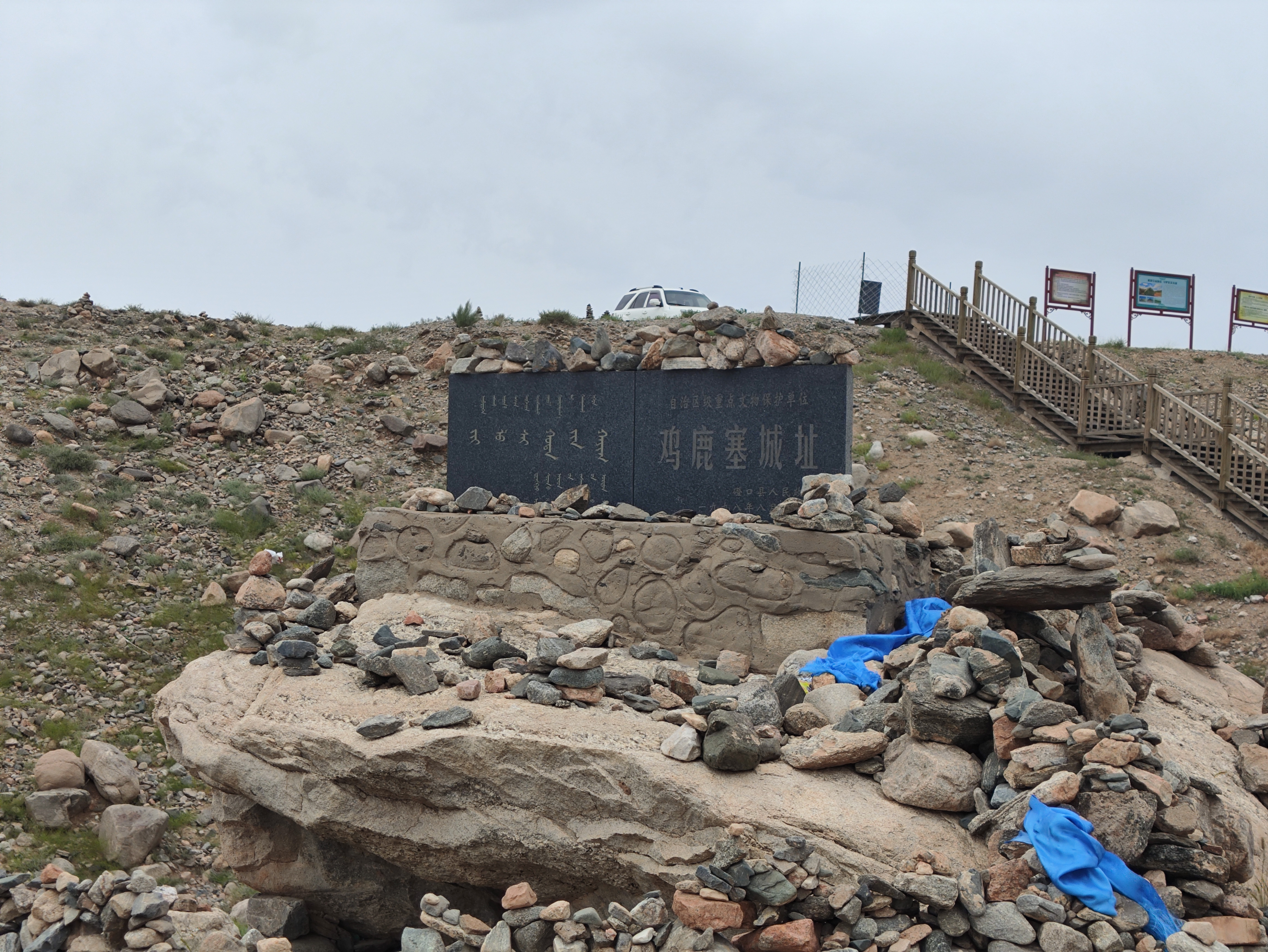
鸡鹿塞内蒙古文保立牌
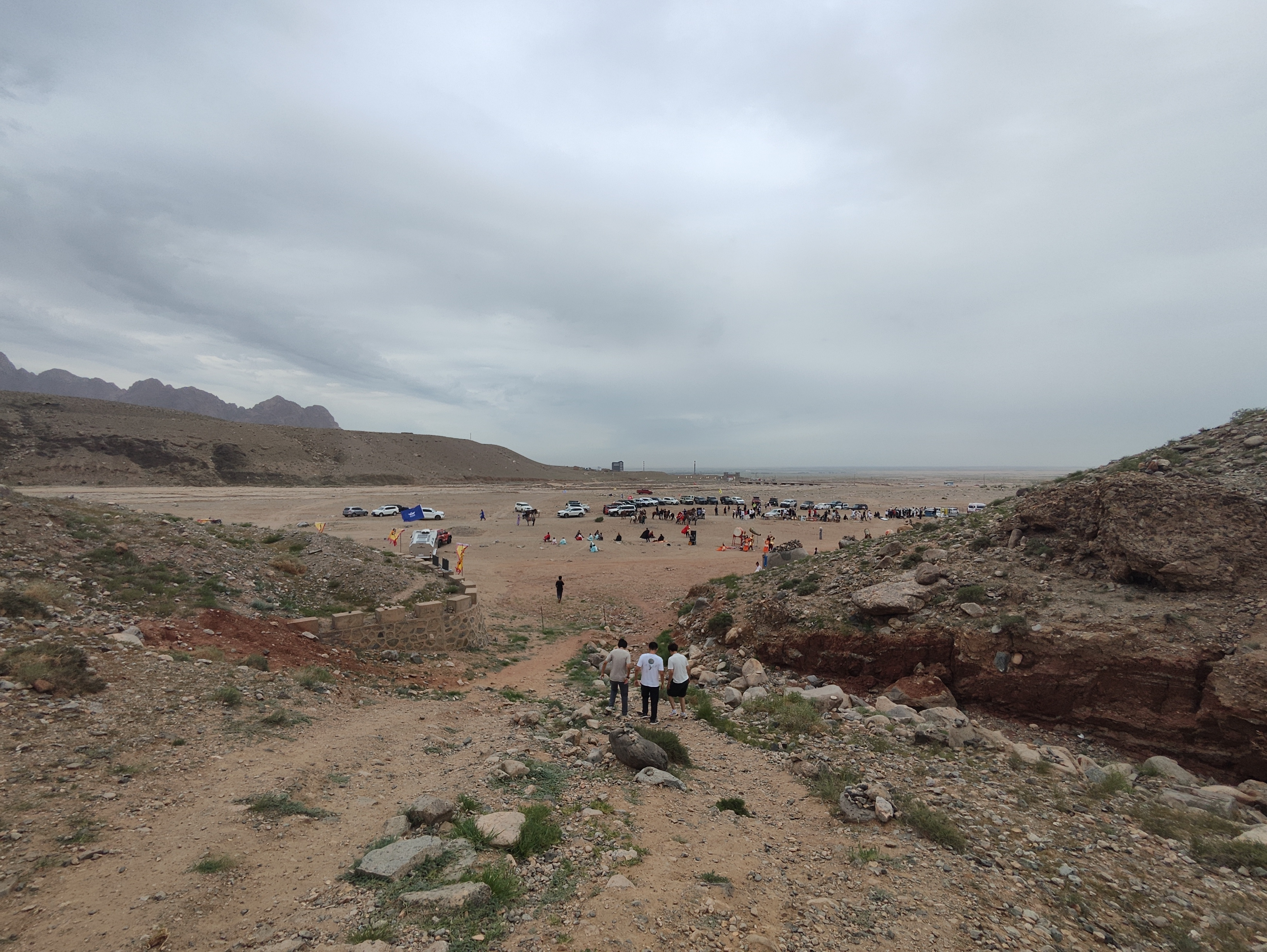
从鸡鹿塞山口向下俯瞰
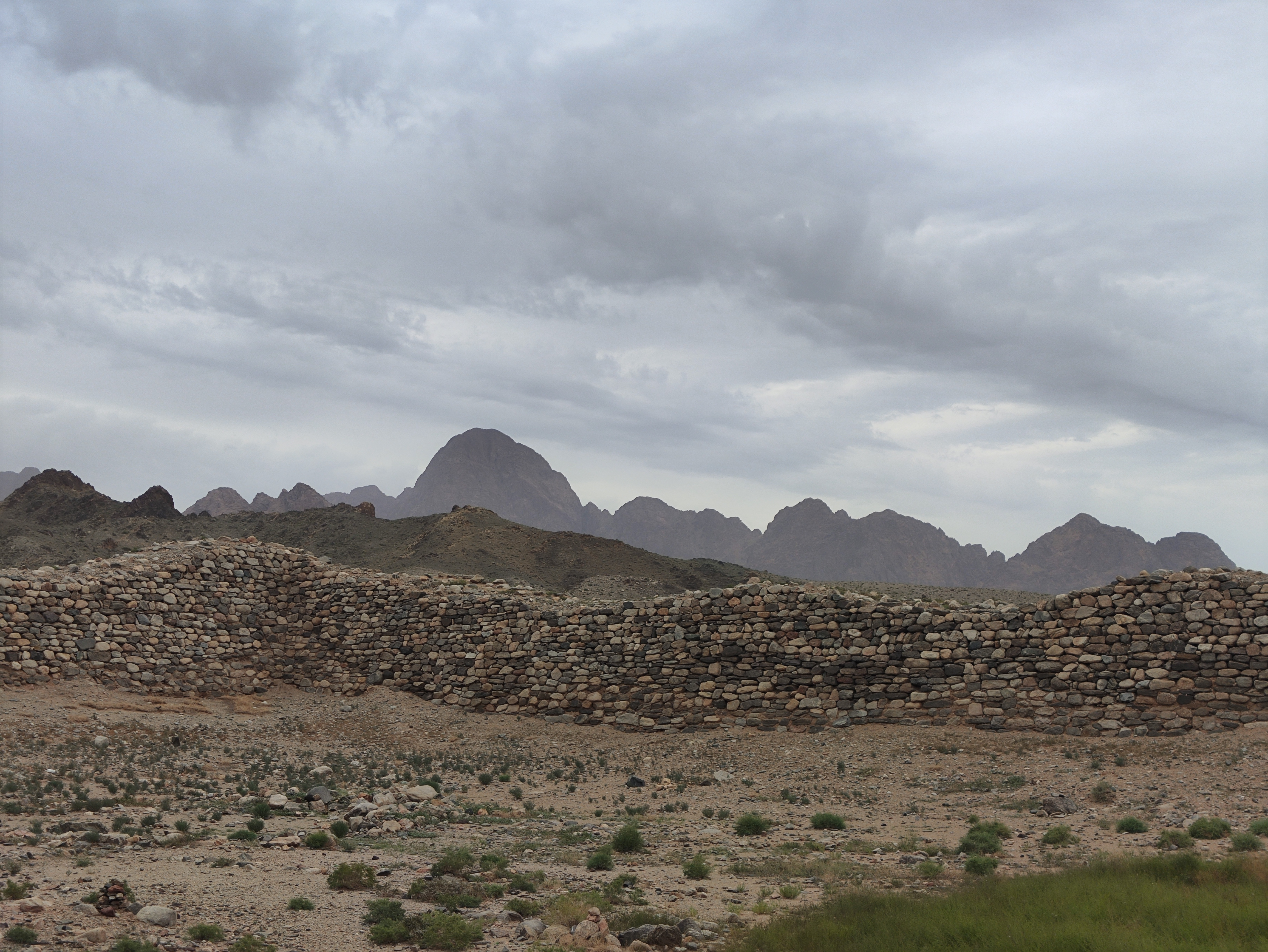
鸡鹿塞城垣内北望，可见阴山南麓

## 历史与考古

### 秦汉
鸡鹿塞的设立可追溯至汉武帝时期，是汉朝为抵御匈奴、巩固北方边防而构建的长城防御体系的一部分。秦朝时，大将蒙恬已在此地筑城屯兵，进行农业开发。汉代，此地隶属朔方郡窳浑县。据传，汉将卫青、霍去病曾在此地与匈奴右贤王作战并取得胜利。

### 昭君出塞
公元前33年，匈奴呼韩邪单于与王昭君和亲，返回漠北时便途经此地。据巴彦淖尔地区的文史资料记载，王昭君夫妇可能在鸡鹿塞居住过两年。传说因当时此地清晨有雄鸡高唱、傍晚有野鹿鸣叫，被视为祥瑞之兆，“鸡鹿塞”因此得名。为示汉匈友好，汉朝曾赠呼韩邪单于三万四千斛产自边塞屯田的粮食，足见当时河套农业之繁荣。

### 文学意象
隋代杨广的诗句“鹿塞鸿旗驻，龙庭翠辇回”中的“鹿塞”即指此地。唐代李商隐、郑嵎，以及清代赵翼等文人墨客均在作品中提及鸡鹿塞，留下了“鸡塞谁生事？狼烟不暂停”、“春游鸡鹿塞，家在鹧鸪天”等等诗句。然而，清朝康熙帝亲征噶尔丹时期的地图和随行大臣高士奇的《扈从行纪》也提及此地，说明此地仍有战略意义。

### 遗址考证
鸡鹿塞的确切位置曾长期失考。1963年，北京大学地理学家侯仁之与考古学家俞伟超根据《汉书·地理志》中“（窳浑县）有道西北出鸡鹿塞”的线索，在哈隆格乃峡谷口发现了这座石城及系列烽燧，并将其确认为鸡鹿塞遗址。此观点已基本为学界所公认，但亦有学者提出不同看法，认为此地应为高阙塞。有学者进一步指出，鸡鹿塞与窳浑城分工不同，窳浑城为主要驻军屯垦地，而鸡鹿塞作为前哨关卡，更多是起到烽烟示警和宣示主权的象征性作用。

## 保护与开发

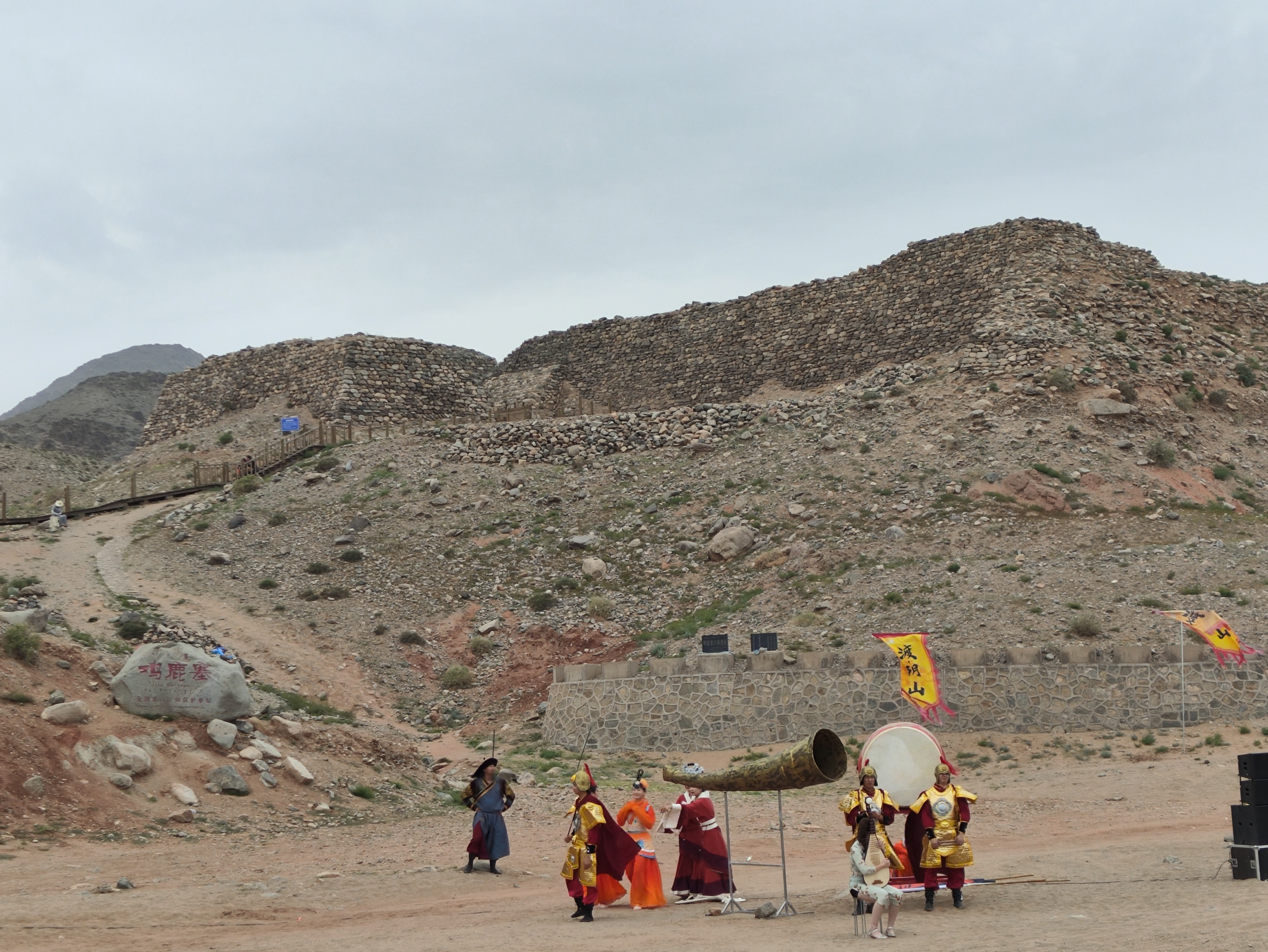
鸡鹿塞遗址下「渡阴山」文化表演的演员们

历经两千多年的风雨侵蚀和山洪冲刷，鸡鹿塞遗址墙体多处坍塌，损毁严重。2007年，国家文物研究所专家对遗址进行全面勘查，抢救性保护工作正式启动。2015年底，国家文物局批准了鸡鹿塞遗址的修缮保护工程立项，并下拨专项资金1012万元。工程于2016年10月正式动工，至2020年7月左右全面完工。此次修缮严格遵循“最小干预”和“不改变文物原状”的原则，采用原材料、原工艺对城墙、瓮城、角台、磴道及周边的4座烽火台进行了全面的维护加固。此外，地方政府还在遗址外围修建了防洪堤坝和护坡，以疏导山洪，加固城基，旨在最大程度地再现古塞的原始风貌，并使其延年益寿。
作为全国重点文物保护单位，鸡鹿塞的历史文化价值日益受到重视。近年来，它已被纳入内蒙古“渡·阴山”精品自驾旅游线路中，成为吸引游客和越野爱好者的重要历史地标。磴口县正积极推进长城-鸡鹿塞障城保护规划展示项目，更好地发挥其在文化传播和爱国主义教育中的作用。